# Villa Manin
Villa Manin Passariano se nachází v oblasti Passariano Codroipo v regionu Furlansko-Julské Benátsko.
Jednalo se o sídlo posledního benátského dóžete Ludovica Manina. V roce 1797 v něm také přebýval Napoleon Bonaparte se svou manželkou Joséphine de Beauharnais. Bylo zde provedeno mnoho rozhovorů před podepsáním smlouvy mezi Francií a Rakouskem známé jako smlouva Campa Formio (17. října 1797).